# 振幅調變
振幅調變（Amplitude Modulation，AM），簡稱调幅，是电子通訊使用的一种調變方法，最常用于无线电载波传输訊息。在振幅调制，载波的振幅（訊号强度）与发送波形成比例变化。例如，波形可能是对应揚聲器的聲音，也可能是對應电视像素的光强度。这方法与载波頻率变化的频率调制，以及相位变化的相位调制均形成对比。
AM是最早用于通过无线电传送声音的调制方法。它在20世纪前二十年间发展，开始于Roberto Landell De Moura与范信達在1900年的无线电话实验。今天仍在多种通訊形式中使用，如用在便携对讲机、VHF航空无线电、公民波段无线电与电脑调制解调器中。“AM”通常指中波调幅无线电广播。

图1：音频訊号（最上面）可由载波频率使用调幅或调频方式承载。

## 示意圖
簡單的振幅調變示意圖如下：

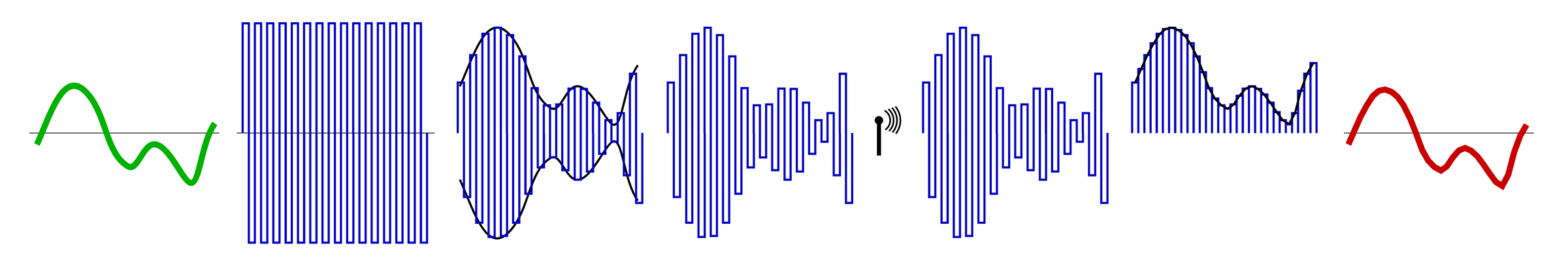

振幅調變的訊號No.4就是(No.1+No.2)×No.3得來。

## 交換調變器(switching modulator)
交換調變器是一種產生AM波的方法。假設接到二極體的載波{\displaystyle c(t)}振幅大到它可以在二極體特性曲線兩邊來回震盪，而且二極體是理想開關，在順向偏壓時阻抗為零。這樣就可以用片段线性來近似這個二極體與負載電阻組合的轉換特性。

## 标准AM的简化分析
考虑以下频率{\displaystyle f_{c}}，幅度{\displaystyle A}的载波（正弦波）：
{\displaystyle c(t)=A\cdot \sin(2\pi f_{c}t)\,}.

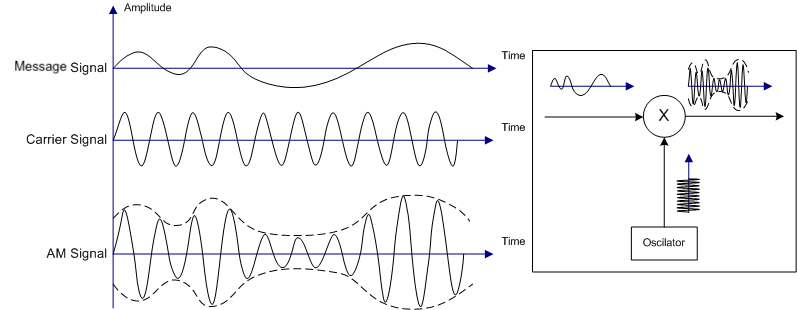
幅度调制图解

{\displaystyle m(t)}是调制波形。此例只須用比{\displaystyle f_{c}}小很多，频率为{\displaystyle f_{m}}的正弦波调制：
{\displaystyle m(t)=M\cdot \cos(2\pi f_{m}t+\phi )\,}，
{\displaystyle M}是调制幅度。我们須让{\displaystyle M<1}以使{\displaystyle 1+m(t)}总是正数，若{\displaystyle M>1}则会出现过调制，从传输訊号中重构消息訊号会使原始訊号丢失。幅度调制的结果就是载波{\displaystyle c(t)}乘以正数{\displaystyle 1+m(t)}：
| {\displaystyle y(t)\,} | {\displaystyle =[1+m(t)]\cdot c(t)\,}                                             |
|                        | {\displaystyle =[1+M\cdot \cos(2\pi f_{m}t+\phi )]\cdot A\cdot \sin(2\pi f_{c}t)} |
在这简单情形{\displaystyle M}与调制指数相同。当{\displaystyle M=0.5}，调幅訊号{\displaystyle y(t)}对应图4中最上面的图（标记为“50%调制”）。
运用积化和差恒等式，{\displaystyle y(t)}可用三波正弦波的和表示：
{\displaystyle y(t)=A\cdot \sin(2\pi f_{c}t)+{\begin{matrix}{\frac {AM}{2}}\end{matrix}}\left[\sin(2\pi (f_{c}+f_{m})t+\phi )+\sin(2\pi (f_{c}-f_{m})t-\phi )\right].\,}
因此，调制訊号有三部份：载波{\displaystyle c(t)}没有变，还有频率略高和略低于载波频率{\displaystyle f_{c}}的两波纯正弦波（称为边带）。

## 解调方法
调幅解调器的最简单的形式包括一支充当包络检波器的二极管。另一种解调器——乘积检波器的电路更复杂，但能提供更好的解调品質。

## 優點
調幅是最早發明的調變方式，優點是容易產生及恢復訊號；可在發射器用交換調變器或平方率調變器（square-law modulator）來完成調變；可在接收器用波封檢測器或平方率檢測器（square-law detector）來完成解調。調幅系統成本十分低廉，AM無線電廣播非常受歡迎。

## 缺點
1. 浪費功率
載波{\displaystyle c(t)}與帶有資訊的基頻訊號{\displaystyle m(t)}不相關，傳輸載波就會浪費功率，也就是說在調幅的總功率中，一部分真正受{\displaystyle m(t)}影響，另一部分是浪費的。
2. 浪費頻寬
AM波上邊帶及下邊帶相互對稱於載波頻率，知道其中一組邊帶的振幅譜及相位譜就知道另一組，也表示資訊傳輸時，其實只有一組邊帶就夠，通道也因此只須提供基頻訊號的頻寬，所以從這觀點來看，調幅所需的傳輸頻寬是訊息頻寬的兩倍，可說是浪費頻寬。

## 調幅的變化形式
要克服調幅的缺點可以修改調幅過程，但這樣改往往會令系統更複雜，也就是說我們在犧牲系統複雜度來使通訊資源能夠更好的使用。
1. 雙邊帶抑制載波調變（DSB-SC調變）
DSB-SC的發射波只由上下邊帶組成。抑制載波可以節省傳輸功率，但通道頻寬需求還是跟原來一樣，也就是訊息頻寬的兩倍。
2. 殘留邊帶調變（VSB調變）
VSB調變讓一組邊帶幾乎全部通過，而另一組幾乎全不通過，有少量殘留，VSB的頻寬需求比訊息頻寬多了前述的殘留邊帶的寬度。這種調變適合用在電視訊號等寬頻訊號，在極低頻率處有顯著的成份。又例如說，電視廣播很強的載波會跟被調波一起傳送，我們能在接收端處用波封檢測器來解調訊號，接收器設計得以簡化。
3. 單邊帶調變（SSB調變）
SSB的被調波只由上邊帶（upper sideband）或下邊帶（lower sideband）組成，SSB調變的功能是在振幅調變的基礎上將使用頻寬減半。這調變方法需要的傳輸功率及通道頻寬都最少，但需更精密的濾波器才能精準濾出單一邊帶，因此缺點是增加成本、系統更複雜。適合傳送聲音訊號。